# واوبدن
واوبدن (به فرانسوی: Vaubadon) یک کمون در فرانسه است که در Canton of Balleroy واقع شده‌است.

## خصوصیات
واوبدن ۷٫۵۴ کیلومترمربع مساحت و ۴۰۹ نفر جمعیت دارد.